# Булыжник — оружие пролетариата
«Булы́жник — ору́жие пролетариа́та» — скульптура, выполненная советским скульптором И. Д. Шадром в 1927 году из гипса и в 1947 году отлитая в бронзе. Гипсовая версия хранится в Третьяковской галерее.

## Описание
Герой скульптуры представляет собой обобщённый образ пролетария начала XX века, борца за революционные идеалы и свободу. Скульптура приобрела популярность в СССР и дала начало шутливо-ироничному крылатому выражению «Булыжник — оружие пролетариата».
«Булыжник — оружие пролетариата» является одним из самых ярких явлений реалистического искусства XX века. В основе композиции лежит виток раскручивающейся спирали. Рельефная пластика тела пролетария передана скульптором очень выразительно и точно показывает состояние душевного подъёма, создавая героический образ, символизирующий эпоху начала XX века, времени Первой русской революции (1905). Напряжённость борца-пролетария роднит его с «Дискоболом» Мирона, а волевая устремлённость, читающаяся в чертах лица, — с «Давидом» Микеланджело.
Михаил Васильевич Нестеров отмечал, что Шадру удалось соединить в неразрывное целое «красоту духа с вечной красотой формы», как умели делать это великие мастера Возрождения.

«Скульптура
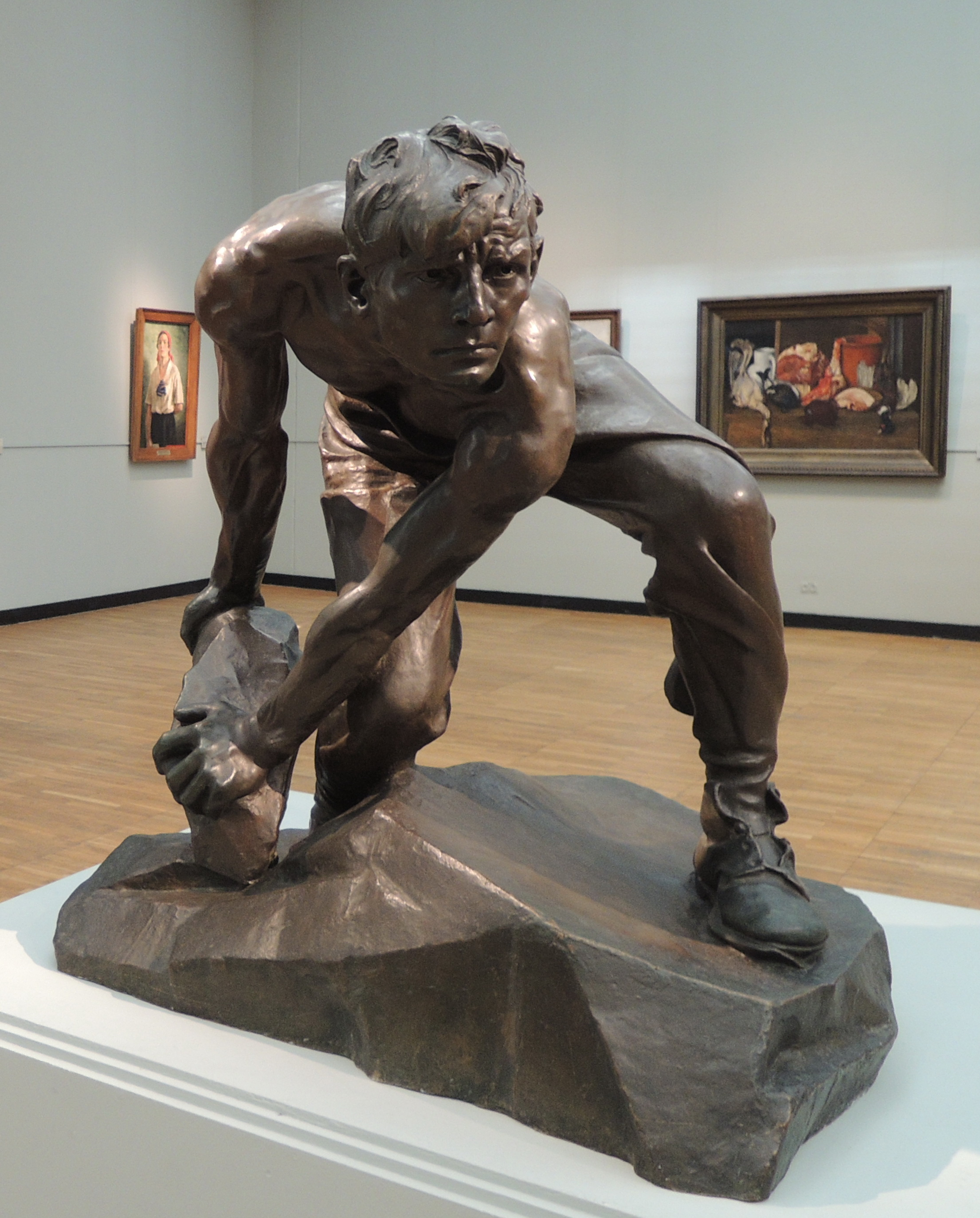
Вид спереди
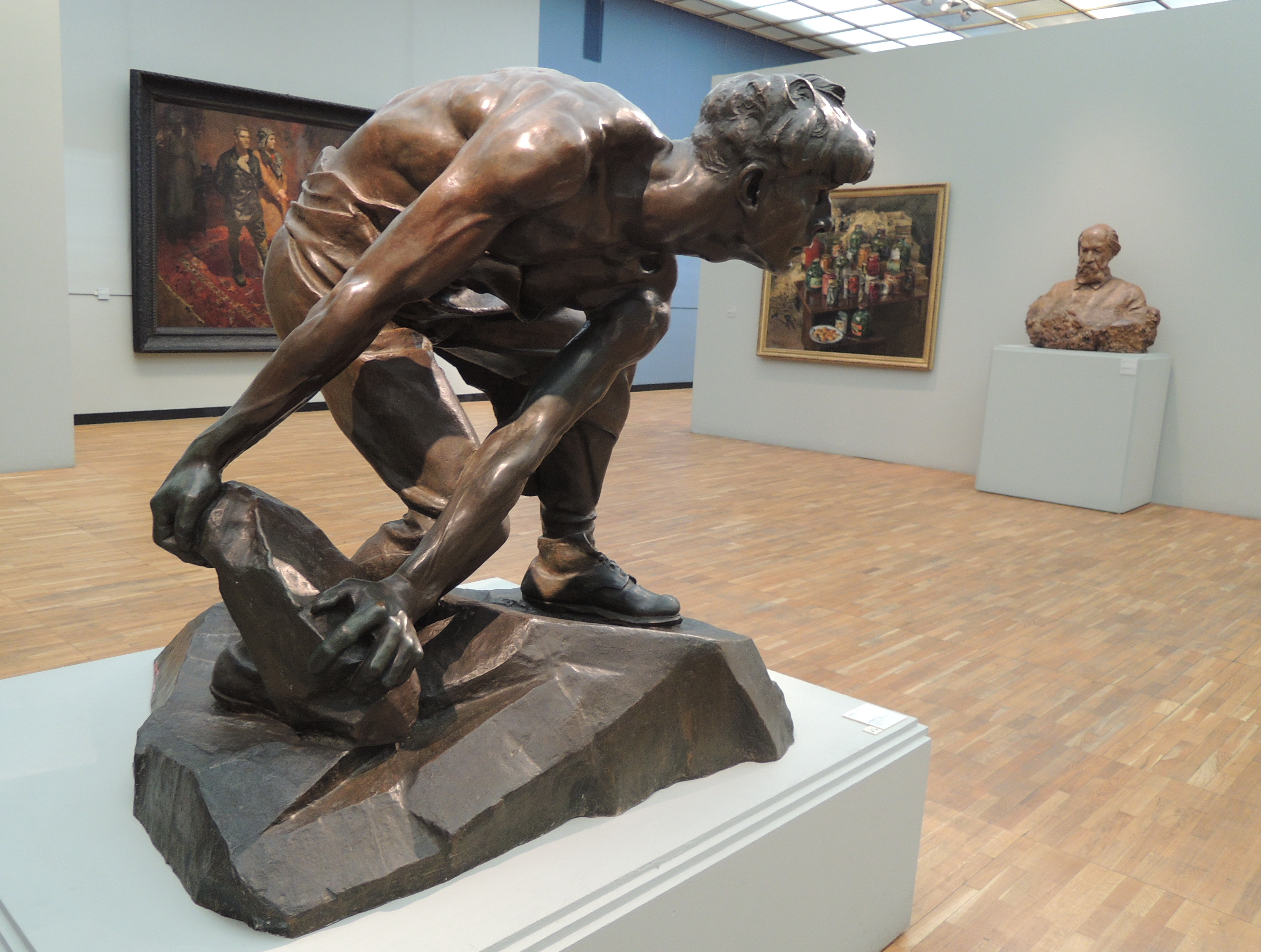
Правая сторона
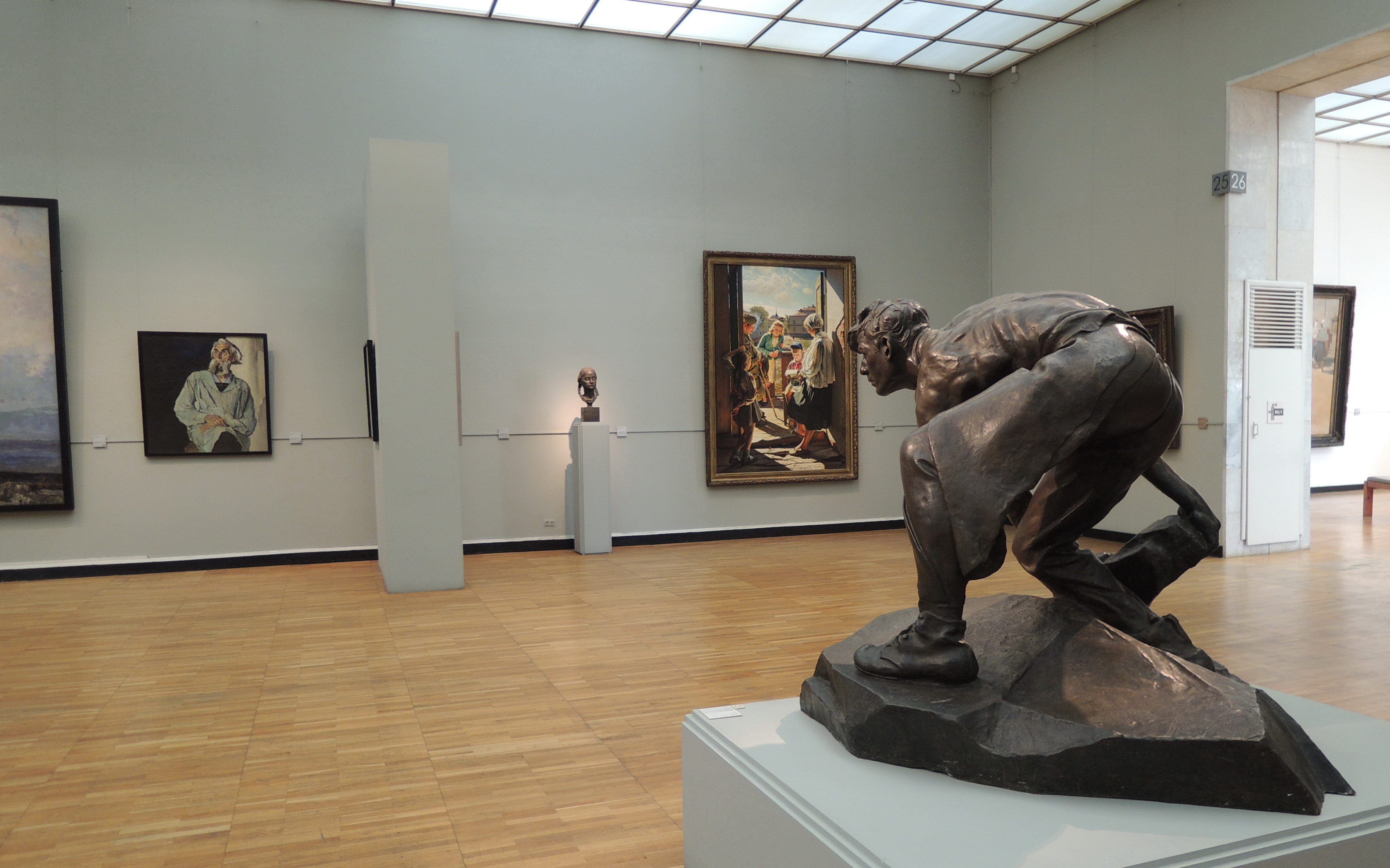
Левая сторона
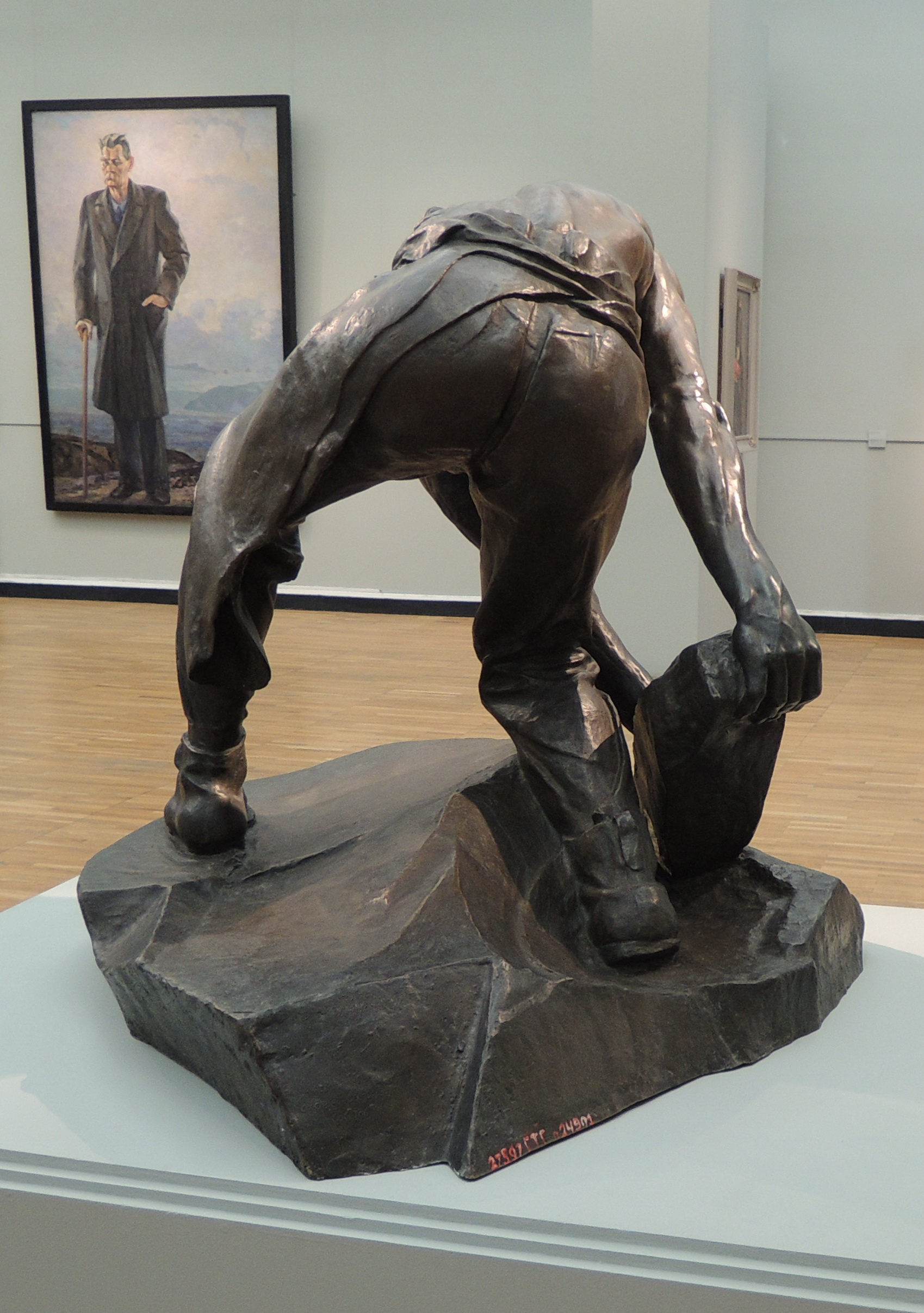
Вид сзади

## Известные копии
Копия из бронзы в 1967 году установлена в Пресненском районе Москвы, в парке Декабрьского восстания (архитекторы М. Н. Казарновский, Л. Н. Матюшин). За скульптурой находится небольшая каменная стена, на которой бронзовыми буквами выложено высказывание В. И. Ленина: «Подвиг пресненских рабочих не пропал даром. Их жертвы были не напрасны». Монумент входит в список объектов культурного наследия Москвы.
В 1976 году на родине скульптора в городе Шадринске на площади Шадра был установлена архитектурно-скульптурная композиция (скульптор Ю. Л. Чернов, архитектор Г. Г. Исакович): в центре бюст И. Д. Шадра, а по сторонам две отлитые в бронзе на Мытищинском заводе художественного литья скульптуры Шадра: «Булыжник — оружие пролетариата» (слева) и «Сезонник» (справа).
Ещё одна копия этой скульптуры была установлена в 1982 году в Киеве на площади Красная Пресня в честь дружбы трудовых коллективов Подольского района Киева и Краснопресненского района Москвы. В 2006 году скульптура была перенесена на площадь перед кинотеатром «Жовтень», а 28 октября 2016-го памятник был демонтирован.
В 1988 году с оригинала 1927 года была сделана ещё одна бронзовая копия скульптуры, которая в настоящее время является частью экспозиции Музея современной истории России.

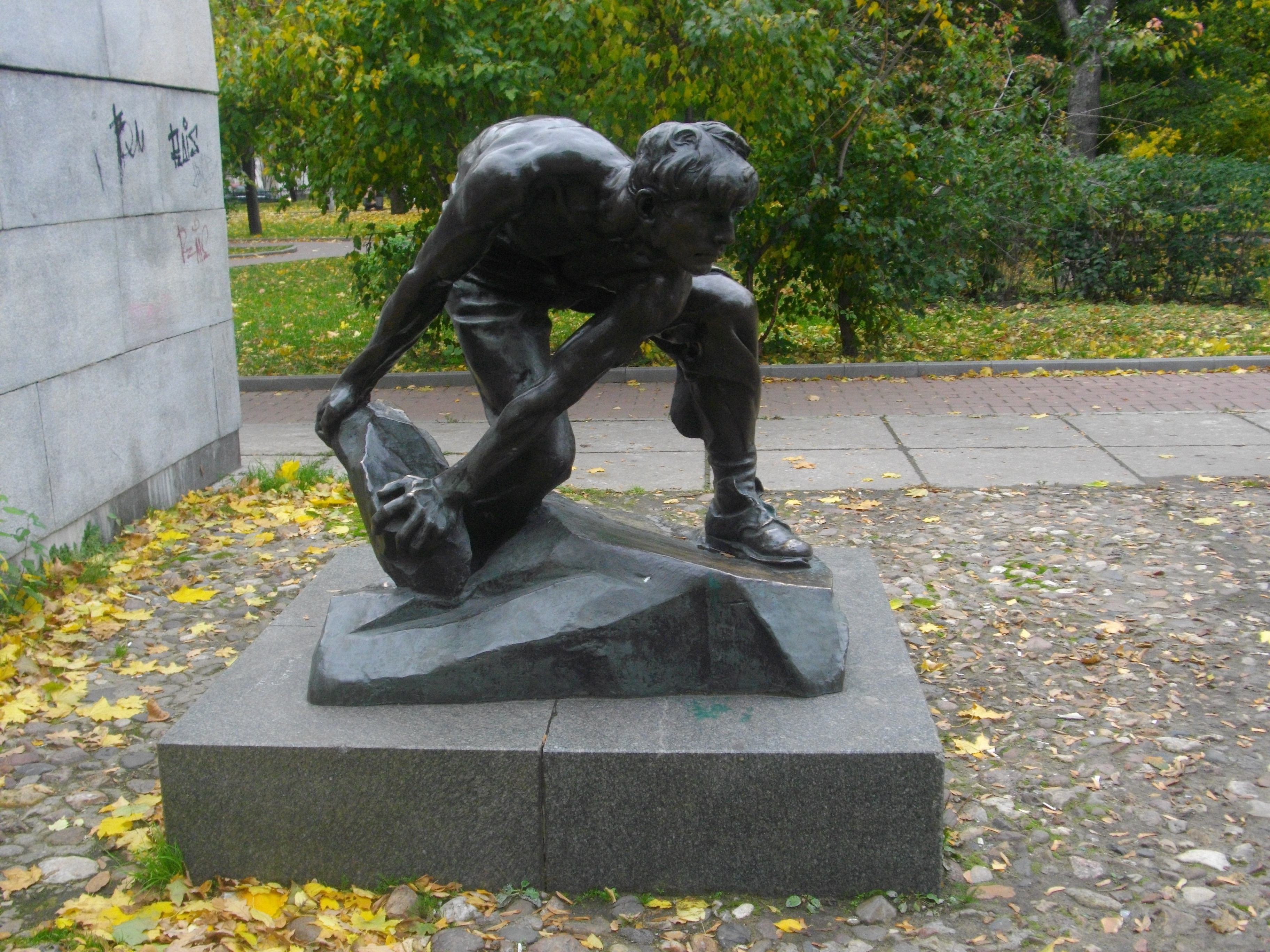
Бронзовая копия скульптуры в парке Декабрьского восстания в Москве
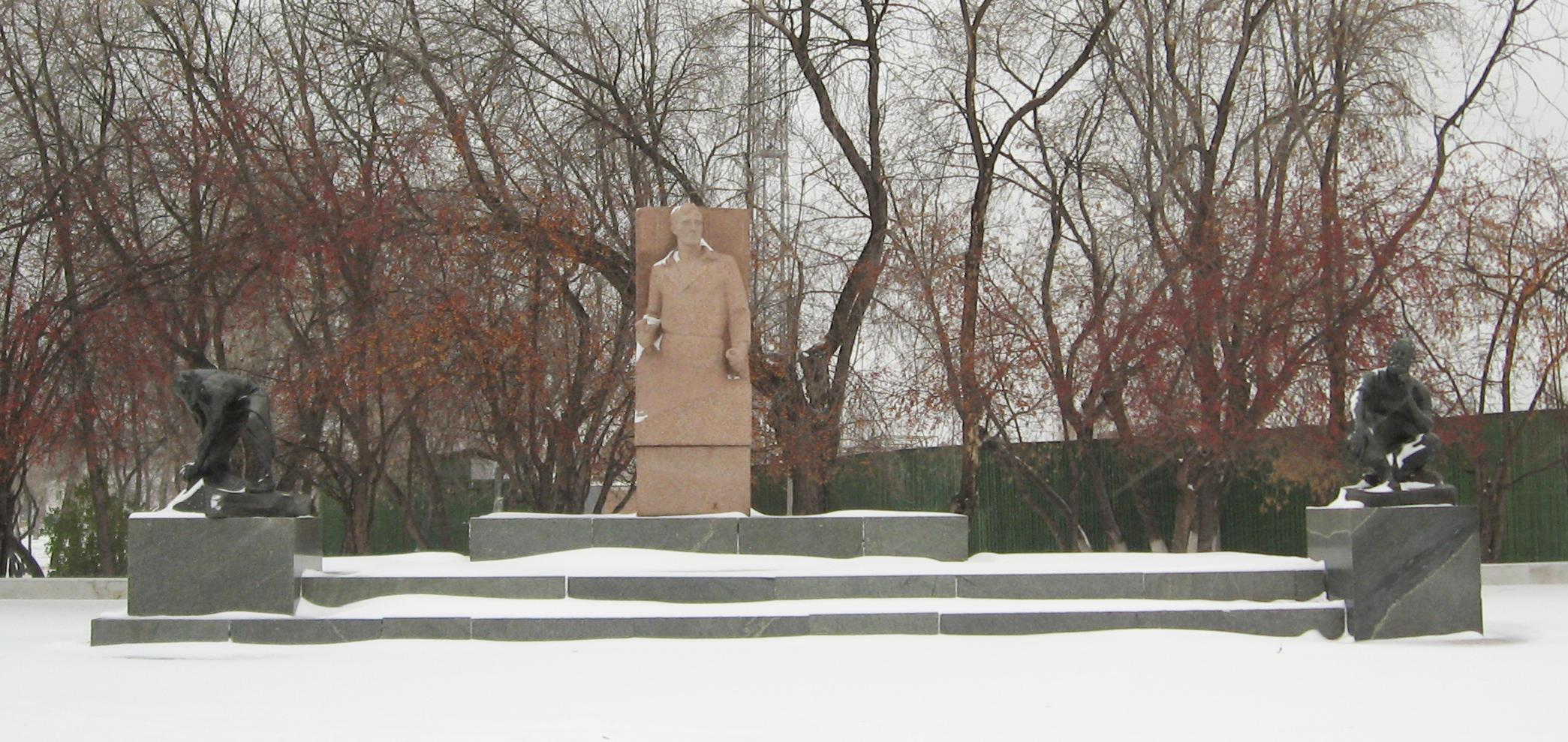
Памятник И. Шадру в Шадринске, левая часть композиции — скульптура «Булыжник — орудие пролетариата»
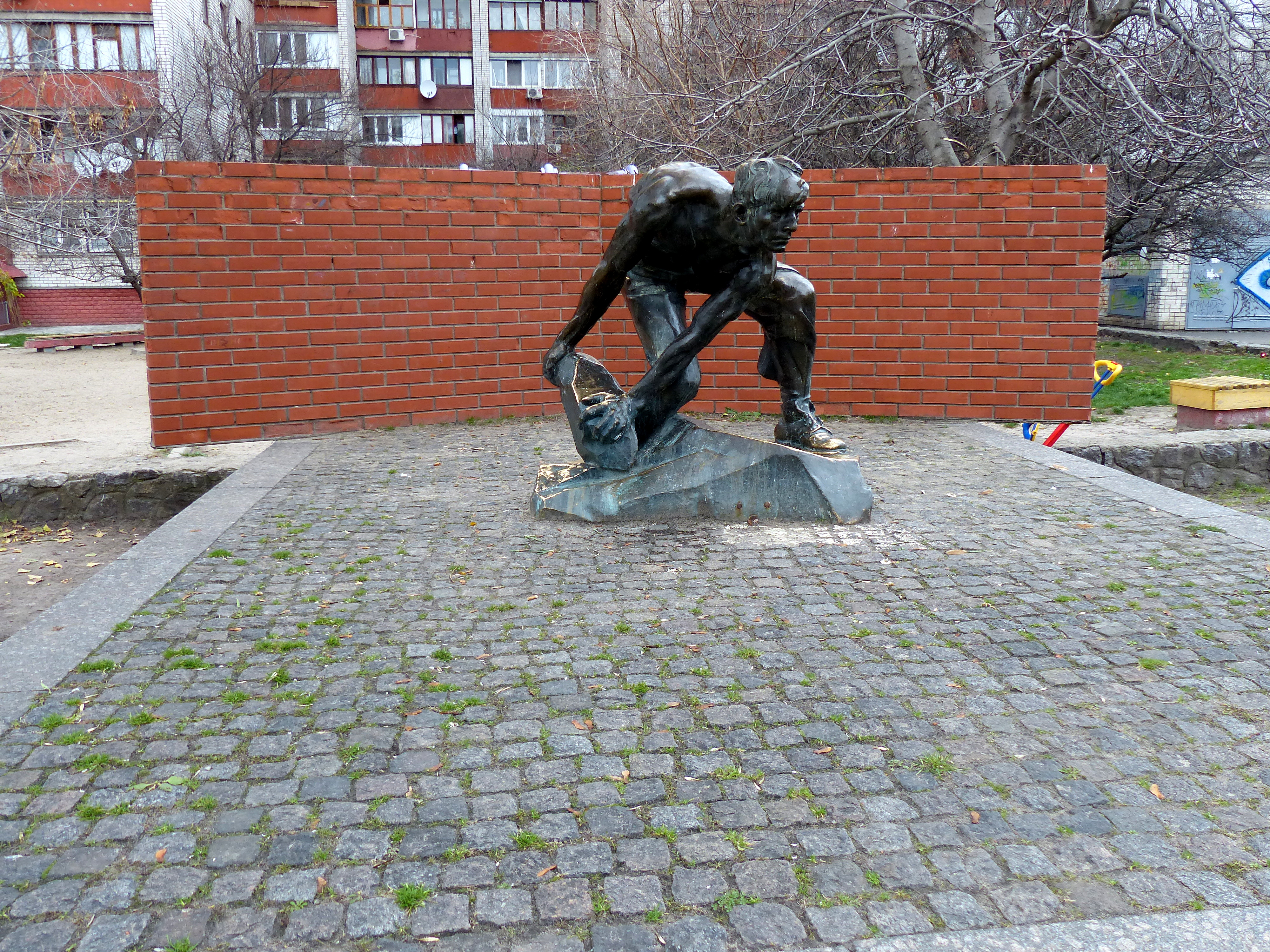
Бронзовая копия скульптуры, находившаяся на площади Красная Пресня в Киеве (демонтирована в настоящее время)
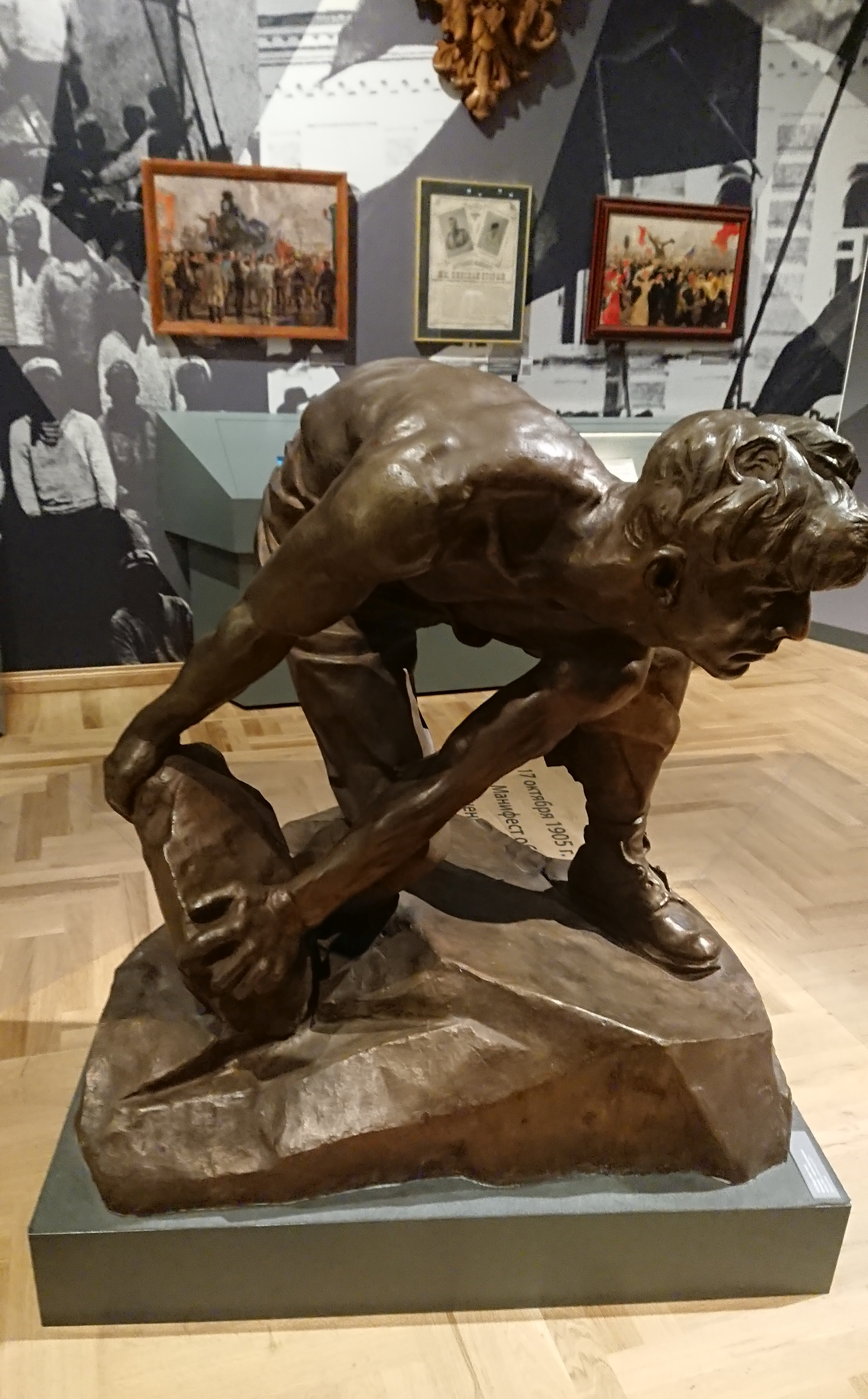
Бронзовая копия скульптуры в Музее современной истории России в Москве

## На марках и конвертах
В 1962 и 1974 годах в СССР были выпущены почтовые марки с изображением скульптуры. Также в СССР и России выпускались почтовые конверты с «Булыжником».

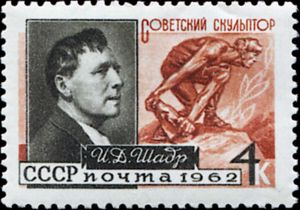
Марка СССР, 1962 г.
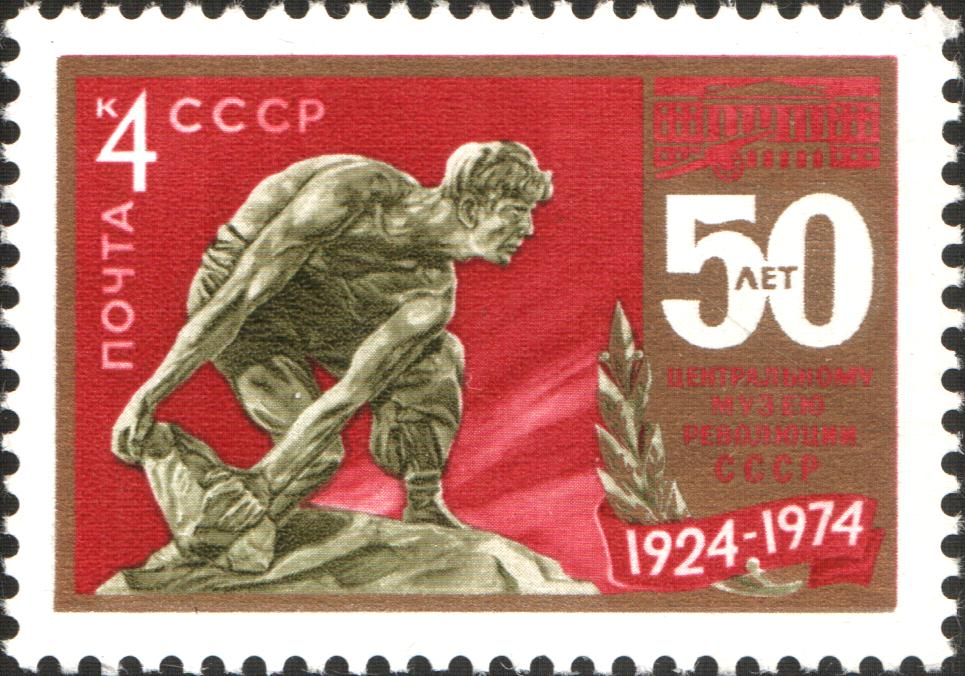
Марка СССР, 1974 г.
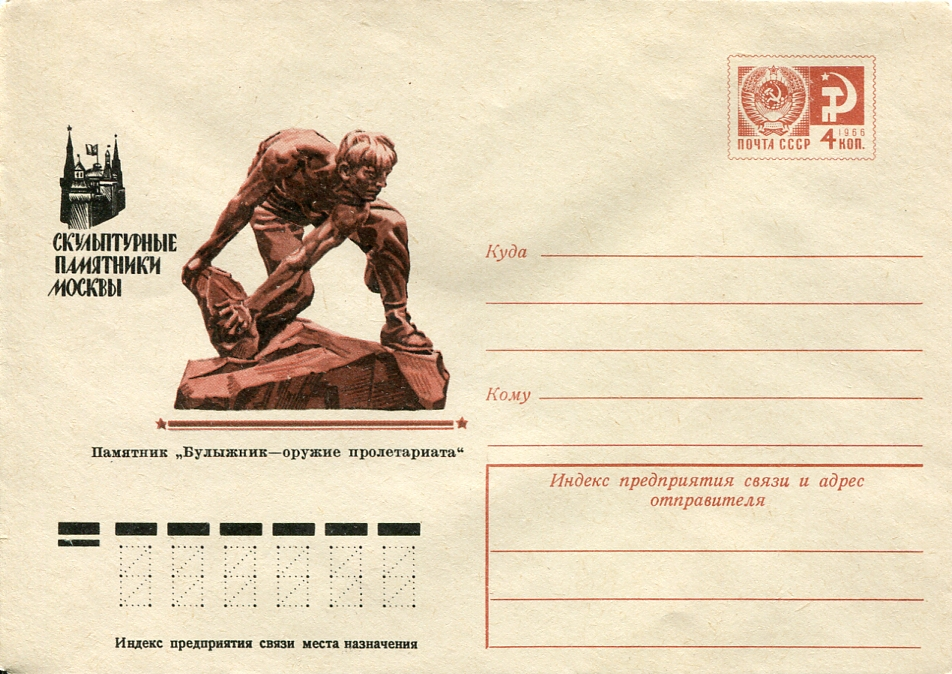
Почтовый конверт СССР
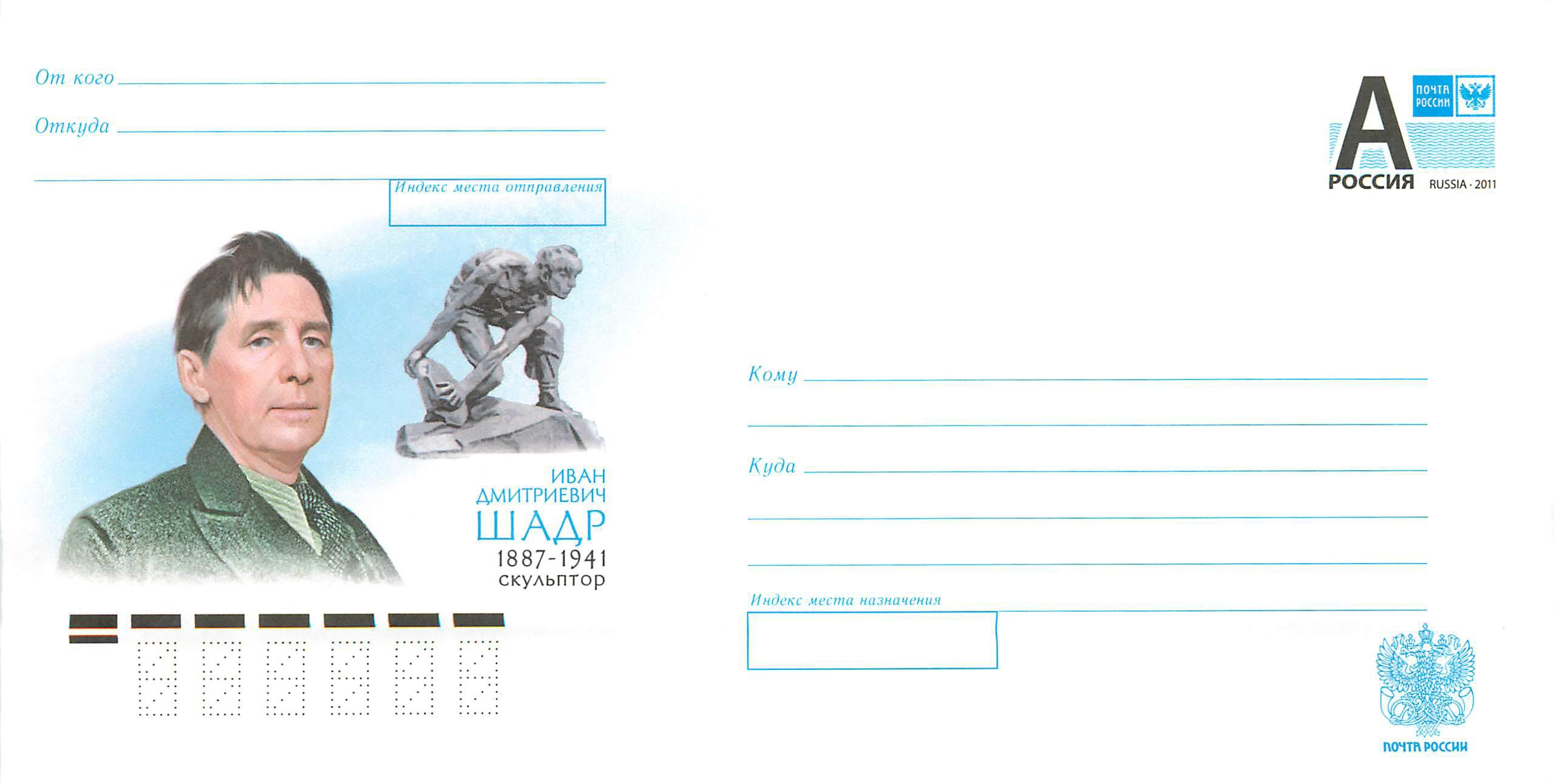
Почтовый конверт России

## Интересные факты
- В 1961 году, через 20 лет после смерти И. Д. Шадра (1887—1941), в номере газеты «Ленинградская правда» вышла статья «Бронза, чугун, алюминий», посвящённая известному ленинградскому заводу «Монументскульптура». В ней, в частности, говорилось[9]: «В эти дни в цехи завода часто заходит ваятель И. Д. Шадр. Сейчас закончена отливка в бронзе его скульптуры, названной „Булыжник — оружие пролетариата“».